# Sommerdiebe
Sommerdiebe (Originaltitel Summer Crossing) ist Truman Capotes (1924–1984) erster Roman. Er wurde in den 1940er-Jahren von Capote verfasst und 2005 postum veröffentlicht.

## Handlung
Die Geschichte in sechs Kapiteln wird von einem unabhängigen Erzähler geschildert. Sie spielt in New York in einem heißen Sommer nach Ende des Zweiten Weltkriegs.
Grady McNeil ist eine grünäugige, rot- und kurzhaarige attraktive junge Frau aus der Ostküstenoberschicht, für die ihre Eltern Lament und Lucy an ihrem achtzehnten Geburtstag im Oktober einen Debütantinnenball geben werden. Die Eltern wollen wie in jedem Jahr der Sommerhitze New Yorks entgehen und reisen in diesem Juni mit dem Schiff Queen Mary nach Europa, wo sie in Cannes ein Haus besitzen, das sie kriegsbedingt ein paar Jahre nicht gesehen haben. Grady weigert sich standhaft mitzureisen und bleibt allein in der Stadtwohnung an der Upper East Side, um ihr eigenes Leben und eine vor kurzem eingegangene Liebesbeziehung auszuprobieren. Neben ihrer verheirateten, acht Jahre älteren Schwester Apple, die in East Hampton wohnt, will auch Peter Bell, Student aus einer mit den McNeils seit Urzeiten befreundeten Familie, sich um sie kümmern. Er führt sie in das Restaurant „Charles à la Pomme Soufflée“ aus und muss sich eingestehen, dass er sich in die heranreifende Frau verliebt hat. Als im Club „Bamboo“ beim Tanz zu Just One of Those Things von Cole Porter ein Gesellschaftsfotograf ihn, den unbekannten Begleiter der jungen Dame aus der stadtbekannten Familie McNeil, nach seinem Namen fragt, bezeichnet Peter sich im Spaß als Nachkommen Walt Whitmans. Grady braucht Peter als besten Freund, der aber nicht in alle Geheimnisse eingeweiht wird, so wie vor knapp zwei Jahren bei ihrer ersten Liebe zu einem verheirateten Geschäftspartner ihres Vaters.
Nun hatte sie den etwa 23-jährigen Clyde Manzer kennengelernt, der seit April als Parkplatzwächter in der Nähe der Stadtwohnung ihrer Familie arbeitet, als er ihr Buickcabriolet zur Reparatur annahm. Sie ist von seiner Männlichkeit angetan und fährt mit ihm an abgelegene Plätze. Beide besuchen in seiner Freizeit den Central Park Zoo und treffen sich zum Picknick mit Clydes Freunden. Grady holt Clyde zu sich in die sturmfreie Wohnung der Eltern. Er hängt seine paar Sachen in Lucys Kleiderschrank und kümmert sich um den Einkauf. Ihr verbrennen in der Küche der Frühstückspeck und die Waffeln und ihr misslingt auch der Schokoladenkuchen, derweil Clyde eine Baseballübertragung im Radio hört und beim Zeitunglesen das Foto von Grady und Peter in der Klatschspalte entdeckt. Nach einem Kinobesuch fahren sie in einer Versöhnungslaune in das Städtchen Red Bank und heiraten dort um 2 Uhr früh. Grady stellt Ende Juli bei einem Sonntagsbesuch in Clydes Familie in Brooklyn fest, wie groß die Unterschiede zwischen ihrer freizügigen Lebensweise und der von ihr als kleinbürgerliche Enge empfundenen Lebensweise in der jüdischen Familie Clydes sind. Sie sieht sich von Clydes Mutter und seiner Schwester Ida abgelehnt, da diese ihn lieber mit Rebecca sähen, mit der sich Clyde während seines Militäreinsatzes in Deutschland aus der Ferne verlobt hatte. Als Becky in der Tür steht, platzt er mit der Feststellung heraus, dass er verheiratet sei. Der dadurch ausgelöste Familienkrach bringt auch Grady und Clyde für einige Zeit auseinander.
Clyde geht die nächsten Tage nach der Arbeit zum Übernachten zu seinem Freund Bubble. Grady registriert das Durcheinander in der elterlichen Wohnung, das beide dort angerichtet haben. Jeder wartet ungeduldig auf ein Zeichen des anderen. Grady bekommt Besuch von Peter Bell und spürt seine Verliebtheit. Als Clyde sich weiterhin nicht meldet, quartiert sie sich bei ihrer Schwester Apple in East Hampton ein. Dort stellt sie fest, dass sie seit sechs Wochen schwanger ist.
Clyde wird in New York unruhig und eifersüchtig, er bekommt heraus, wo Grady steckt, und setzt sich mit seinem Freund Gump in den Zug nach East Hampton. Grady liegt draußen in den Dünen Hamptons und sinniert über ihre Lage. Apple hat einen Brief der Mutter bekommen, die mitteilt, dass sie am 16. September die Rückreise antreten werden, die Debütantinnenrobe sei bei einem Pariser Couturier geschneidert worden. Als Grady vom Strand zurückkommt, waren in der Zwischenzeit Clyde und Gump an der Haustür, und Clyde hatte sich nach seiner Ehefrau erkundigt. Grady bittet die wütende Schwester, die überlegt, ob sie die Situation retten könne, da Grady ja für eine Eheschließung noch nicht volljährig sei, nur ja nichts zu verraten, und findet die beiden Männer in einer Kneipe in der Nähe.
Grady, Clyde und Gump fahren in Gradys Auto wortlos die einhundert Meilen nach New York zurück und rauchen auf der Fahrt gegen die Öde in ihren Köpfen Haschisch. In einem Tanzlokal trifft Peter auf das bekiffte Trio. Clyde verprügelt den eifersüchtigen Peter. Anschließend sitzt das Quartett im Buick, und auf der Queensboro Bridge kann Gump nicht verhindern, dass Grady ihm ins Steuer des schnell fahrenden Wagens greift.

## Entstehungsgeschichte und Publikation

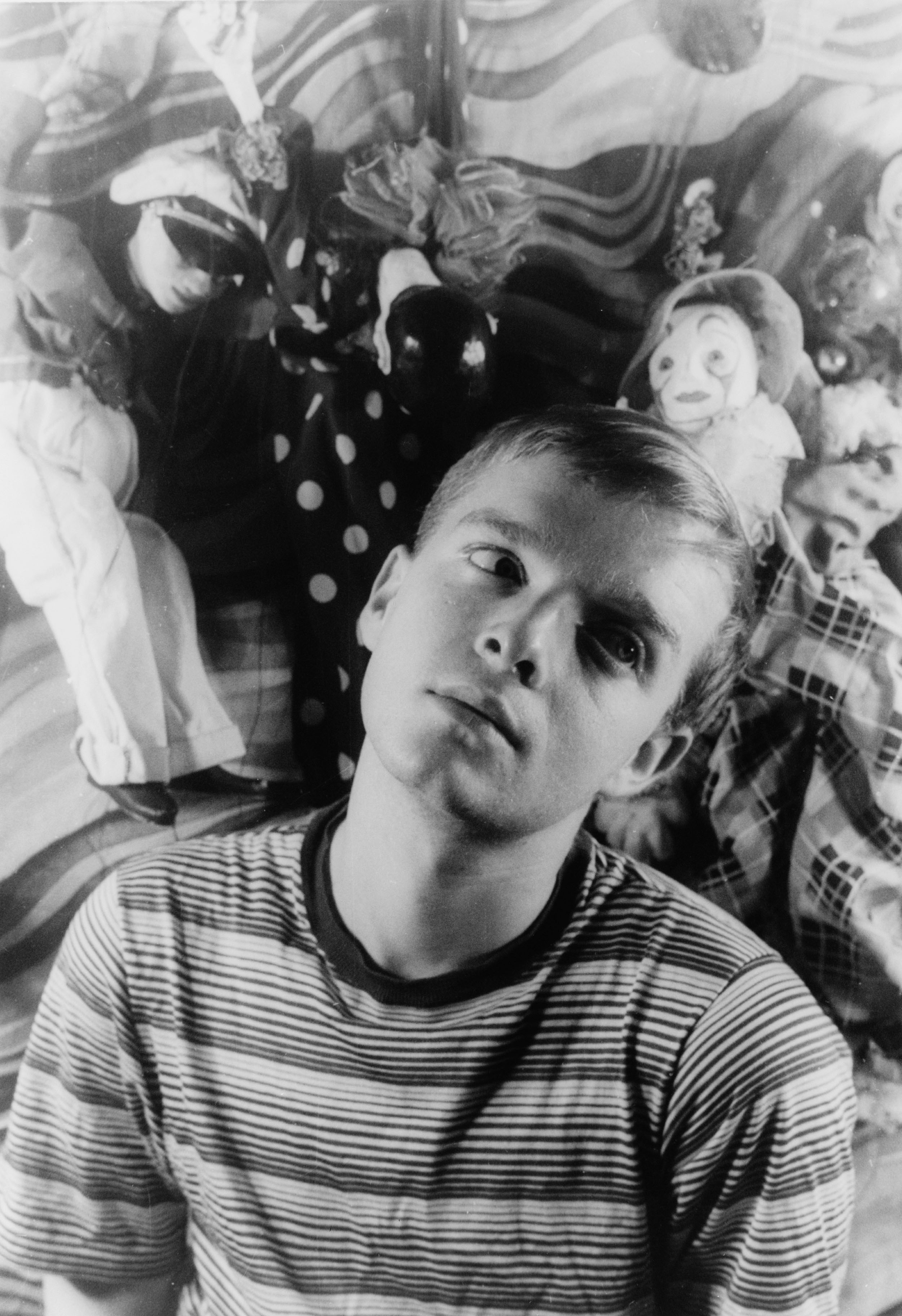
Truman Capote in der Zeit der Entstehung des Romans (1948)

Capote hatte seinen ersten Roman 1943 begonnen, als er als Redaktionsgehilfe beim New Yorker jobbte. Das angefangene Manuskript legte er aber auf die Seite, als er sich 1944 am Ort seiner Kindheit in den Südstaaten aufhielt. Mit den in dieser Welt geschriebenen Kurzgeschichten reüssierte er 1946 und erzielte 1948 mit seinem zweiten Projekt Andere Stimmen, andere Räume einen durchschlagenden Erfolg. Im Frühjahr 1949 ließ er sich von seinem Lektor Robert Linscott bei Random House für das wieder aufgenommene Projekt Summer Crossing ermutigen. Im Mai war ein Drittel fertig, und am 30. August 1949 kündigte er von einer Reise aus Tanger an, zwei Drittel eines 80.000 Wörter umfassenden ersten Entwurfs seien fertiggestellt und zum Jahresende vorzeigbar, als Publikationstermin könne er sich den Juni des Folgejahres vorstellen. Er schickte aber wohl nicht mehr als ein paar allererste Seiten, die der Lektor, der Capote dann auch nicht weiter ermutigte, verwarf. Das vorhandene Manuskript wurde schließlich Opfer der harschen Selbstkritik des Autors und wurde von ihm „zerrissen“, so äußerte er sich 1953.

“I think it’s well written and it’s got a lot of style, but I dont’t really like it. And so I tore it up.”

„Ich denke, es ist gut geschrieben und hat eine Menge Stil, aber ich mag es nicht wirklich. Und so habe ich es zerrissen.“

In der Folgezeit wurde das Manuskript in Interviews mit ihm kaum einmal angesprochen. 1982 äußerte er sich über die Qualität des von ihm „vernichteten“ Manuskripts widersprüchlich. Da das Werk nicht existierte, spielte es in der Literatur zu Capote und in der Biografie Gerald Clarkes keine besondere Rolle. Als Erstlingsroman galt daher Andere Stimmen, andere Räume aus dem Jahr 1948, nachdem Capote bereits mit den Kurzgeschichten Miriam (1946) und Shut a Final Door (1948) auf sich aufmerksam gemacht hatte.
Dem Auktionshaus Sotheby’s wurde 2004 ein Karton aus dem Nachlass eines Hausmeisters angeboten, in den dieser Fotos, Manuskripte von Veröffentlichungen, Notizen und Briefe eingesammelt hatte, als ihn 1950 Capote mit der Beseitigung seines Umzugsmülls aus seiner ehemaligen Wohnung in Brooklyn Heights beauftragte. Darunter waren auch vier Schreibhefte mit dem Manuskript zu Summer Crossing. Der Fund konnte allerdings dem Auktionshaus und dem Besitzer keinen großen Geldbetrag einbringen, da der „Truman Capote Literary Trust“ die Urheberrechte für eine eventuelle Veröffentlichung geltend machte. So wurde der Fund einschließlich des Manuskripts an die „Truman Capote Collection“ in der New York Public Library verkauft. Obwohl Capotes Nachlassverwalter Alan U. Schwartz einschätzte, dass Capote den Roman nicht veröffentlicht hätte, entschied er sich, rechtliche, ethische und ästhetische Argumente abwägend, für die Veröffentlichung. Unterstützt wurde die literarische Entscheidung von David Ebershoff, John Burnham Schwartz, Robert Loomis und Gerald Clarke.

## Verfilmung
Scarlett Johansson soll bei der geplanten Verfilmung die Regie führen, der Auftrag für das Drehbuch liegt bei Tristine Skyler.

## Ausgaben
- Summer Crossing. Random House, New York 2005, ISBN 978-0-8129-7593-2.
- Summer Crossing. Penguin, London 2005, ISBN 978-0-14-118858-4.
- Sommerdiebe. Roman. Aus dem Amerikanischen von Heidi Zerning. Kein & Aber, Zürich 2006